# Кайданов, Аркадий Семёнович
Аркадий Семёнович Кайданов (род. 6 марта 1955, Нальчик) — советский и российский журналист, поэт, тележурналист, телеведущий.

## Биография
Автор 14 поэтических книг, изданных во многих странах мира (в Болгарии, Венгрии, Германии, Индии, Израиле, Канаде, Литве, США, Эстонии). Переводил стихи авторов Литвы и Кабардино-Балкарии. 
Широко публикуется на страницах самых популярных литературных и общественно-политических изданий.
- Лауреат премии «Золотой телёнок» «Литературной Газеты» («Клуба 12 стульев») (1991).
- Лауреат и призёр Всесоюзных и всероссийских телевизионных фестивалей.
- Член Союза журналистов СССР с 1979 г.
- Член Союза писателей СССР с 1987 г.[4].
- Член Союза писателей Северной Америки с 2004 г.

Работал шеф-редактором «Кабардино-Балкарской правды».
Автор и режиссёр документальных телефильмов.
Живёт в Валенсии и в Нальчике.